# کاترین باسکه
کاترین باسکه (انگلیسی: Katrin Baaske؛ زادهٔ ۱۰ ژانویهٔ ۱۹۶۹) بازیکن فوتبال اهل آلمان است.
وی همچنین در تیم ملی فوتبال East Germany بازی کرده‌است.